# Scymnus brullei
Scymnus brullei är en skalbaggsart som beskrevs av Étienne Mulsant 1850. Scymnus brullei ingår i släktet Scymnus och familjen nyckelpigor. Inga underarter finns listade i Catalogue of Life.